# 木曽福島町
木曽福島町（きそふくしままち）は、長野県木曽郡にあった町。

## 地理

### 気候
冬の寒さが厳しく、氷点下10℃以下まで冷え込む日があった。夏は30℃を超える日もあり、夏と冬の気温差が大きい内陸性の気候がみられた。
梅雨時と秋に降水がまとまっており、冬季の降水はほとんどが雪であった。

### 隣接していた自治体
- 木曽郡：開田村・木祖村・上松町・三岳村・日義村
- 上伊那郡：宮田村

## 歴史
- 1967年4月3日 西筑摩郡福島町及び新開村が合併して、西筑摩郡木曽福島町が発足する。
- 1968年5月1日 西筑摩郡が名称を変更して、木曽郡となる
- 1973年11月3日 木曽福島町章を制定
- 1984年 長野県西部地震
- 1987年 きそふくしまスキー場オープン
- 1996年 「水の郷」に認定
- 2005年11月1日 木曽郡木曽福島町、日義村、開田村及び三岳村が合併して、木曽郡木曽町が発足する。

## 姉妹都市・友好都市
- 福島町（北海道）
- 新居町（静岡県）
- 福島町（長崎県）

## 教育
- 専修学校
  - 長野県林業大学校（専修学校専門課程）
  - 木曽看護専門学校
- 高等学校
  - 長野県木曽高等学校
  - 長野県木曽山林高等学校
- 小学校・中学校
  - 町立上田小学校（閉校）
  - 町立福島小学校
  - 町立黒川小学校（閉校）
  - 町立福島中学校
- 特別支援学校
  - 木曽養護学校

## 交通

### 鉄道
- 東海旅客鉄道(JR東海)：中央本線
  - 木曽福島駅

### 道路
- 国道
  - 国道19号
  - 国道361号
- 県道
  - 県道263号：川合中畑線
  - 県道268号：木曽福島停車場線
  - 県道269号：木曽福島停車場駒ケ岳線
  - 県道461号：鳥居本町線

## 出身有名人
- 田中要次（俳優）
- 鈴木良雄（ジャズベース奏者、作曲家）
- 新田均（神道学者、歴史学者)
- 村井仁（長野県知事）